# توماس باور
توماس باور (بالألمانية: Thomas Bauer) مواليد 24 يناير 1986 في فيينا، هو لاعب كرة يد نمساوي يلعب كحارس مرمى. يلعب حاليا مع نادي لمغو لكرة اليد. مثل منتخب النمسا لكرة اليد.

## سجل المنافسة
شارك في البطولات التالية:
- بطولة العالم لكرة اليد للرجال 2015
- بطولة أوروبا لكرة اليد للرجال 2014

## روابط خارجية
- توماس باور على موقع الاتحاد الأوروبي لكرة اليد (الإنجليزية)
- توماس باور على موقع الاتحاد الفرنسي لكرة اليد (الفرنسية)